# Habkern
Habkern is een gemeente en plaats in het Zwitserse kanton Bern, en maakt deel uit van het district Interlaken-Oberhasli.
Habkern telt 648 inwoners.